# Геонавігація
Геонавігація — наука підземного орієнтування, науково-практичний напрямок освоєння надр. Дотична до геології і геофізики.
Мета геонавігації — управління напрямком свердловини на основі даних каротажа.
Процес передачі інформації при застосуванні прилада-геонавігатора відбувається так: дані з надр передаються на пульт управління буровою установкою, потім по каналу супутникового зв'язку в режимі реального часу надходять на центральний сервер, з якого інформація розсилається на екрани комп'ютерів геонавігаторів.
Використання геонавігації при видобуванні нафти збільшує ефективність проходки по колекторах до 40 %, в підсумку підвищується вироблення запасів нафти.
Геонавігація вирішує проблеми керування траєкторією стовбура свердловини у взаємозв'язку з дослідженням навколосвердловинного простору і впливом на нього в процесі буріння.
Геонавігація успішно застосовується не тільки в розробці нафтогазових родовищ, а й інших джерел вуглеводню (бітумів, високов'язкої нафти, газових гідратів і тощо), а також в інженерній геології при містобудуванні і комунікаційних роботах, у сільському господарстві та екологічних дослідженнях.